# Restaurant Sant Pau
El restaurant Sant Pau fou un restaurant de cuina catalana situat a Sant Pol de Mar (Maresme), i guardonat amb tres estrelles de la Guia Michelin i tres sols de la Guia Campsa-Repsol. El restaurant està ubicat en una antiga torre de l'any 1881 que abans havia funcionat com a hostal. Té un jardí i capacitat per a 35 comensals.
L'estil de cuina és creatiu i modern, però basat sempre en la tradició i productes catalans de temporada. Per exemple al menú proposat per 2009 inclou un aperitiu amb espardenyes, plats com galtes de vedella de Girona o peus de porc, formatges com el de Maó i postres com magdalenes al vi de Banyuls o una coca de cabell d'àngel.
Els menús intenten ser saludables i amb productes de temporada. Les cartes estan escrites amb llenguatge senzill, sense girs superflus, de manera explicativa i sovint amb un toc poètic o d'humor. De vegades s'hi troben referències literàries.

## Història

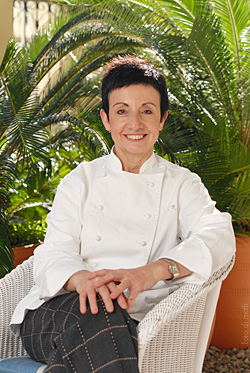
Carme Ruscalleda a l'interior del Restaurant Sant Pau.

La xef del restaurant, Carme Ruscalleda, prové d'una família agricultora i comerciant, propietària d'un comerç d'alimentació. Va estudiar comerç mercantil i posteriorment de xarcuteria amb la idea de continuar el negoci dels seus pares. El 1975 ella i el seu marit, Toni Balam, comencen a treballar en aquest establiment. L'any següent se li acut obrir una secció de menjar preparat casolà per a emportar, que té molt d'èxit, i per a fer-la comença a experimentar receptes de manera autodidacta.
El 1988 la parella obre el Restaurant Sant Pau al lloc al qual s'ubica actualment. Carme Ruscalleda és la cap de cuina, mentre que Toni Balam dirigeix la sala. Des del començament van mostrar preferència per productes frescos, de qualitat i locals, adquirits majoritàriament al Maresme i en especial de la mar, ja que el restaurant dona a la platja. Al començament, la carta era molt més senzilla que l'actual, sobretot pel que fa a tècnica i complexitat culinàries. El 1991 obtenen la primera estrella Michelin, i el 1996 reben la segona. El 1999 obté els tres sols (qualificació màxima) de la guia Campsa-Repsol. El 2000 s'obre una nova cuina de 150m2 que dona directament al jardí. El 2006 obtenen la tercera estrella Michelin, el nombre màxim possible d'estrelles per a un establiment.
El 2004 van obrir un segon Restaurant Sant Pau al centre de Tòquio (Japó), al qual s'hi fa cuina amb la mateixa filosofia, amb ingredients frescos locals japonesos i catalans -per exemple, espardenyes-, tots amanits amb oli Siurana i sal de Mallorca i en el qual intenten recrear una atmosfera i una decoració del mateix estil del Sant Pau català. El xef de cuina és el Jérôme Quilbeuf, mentre que Rie Yasui dirigeix la sala.
El restaurant tanca les portes el 27 d'octubre de 2018 després de 30 anys de servei.

## Premis, guardons i reconeixements
Premis, guardons i reconeixements atorgats al restaurant i al seu equip:
- 1992 Representen la cuina catalana al pavelló de Catalunya a l'Exposició Universal de Sevilla
- 1995 Premi Millor Cuinera a Carme Ruscalleda, atorgat per la guia Lo mejor de la gastronomía
- Medalla al Mèrit Cívic, atorgada per l'Obra del Ballet Popular
- 1997 Premi Restaurant de l'Any, atorgat per la revista Gourmetour
- 1998 Premio Nacional de Gastronomía, atorgat per l'Academia Española de Gastronomía, la Cofradía de la Buena Mesa i la Secretaria d'Estat i Turisme d'Espanya.
- Premi Sánchez Cotán, de l'Academia Española de Gastronomía per la millor carta de restaurant
- Primer premi Davidoff a l'Excelència en hostaleria
- Premi Nadal de la Gastronomia: Restaurant de l'Any
- Premi Cuinera de l'Any a Carme Ruscalleda
- 2000 Premi Cuinera d'Or a Carme Ruscalleda, atorgat per Intxaurrondoko Gastronomi Elkartea
- 2001 Premi Dona Emprenedora a Carme Ruscalleda, atorgat per FIDEM
- 2002 Pere Vilà compon una sardana en honor de Carme Ruscalleda i amb el seu nom 2002
- 2004 Premi Gourmetour
- 2008 Carme Ruscalleda rep la Creu de Sant Jordi atorgada per la Generalitat de Catalunya